# Carex aurea
Carex aurea är en halvgräsart som beskrevs av Thomas Nuttall. Carex aurea ingår i släktet starrar, och familjen halvgräs. Inga underarter finns listade i Catalogue of Life.

## Bildgalleri

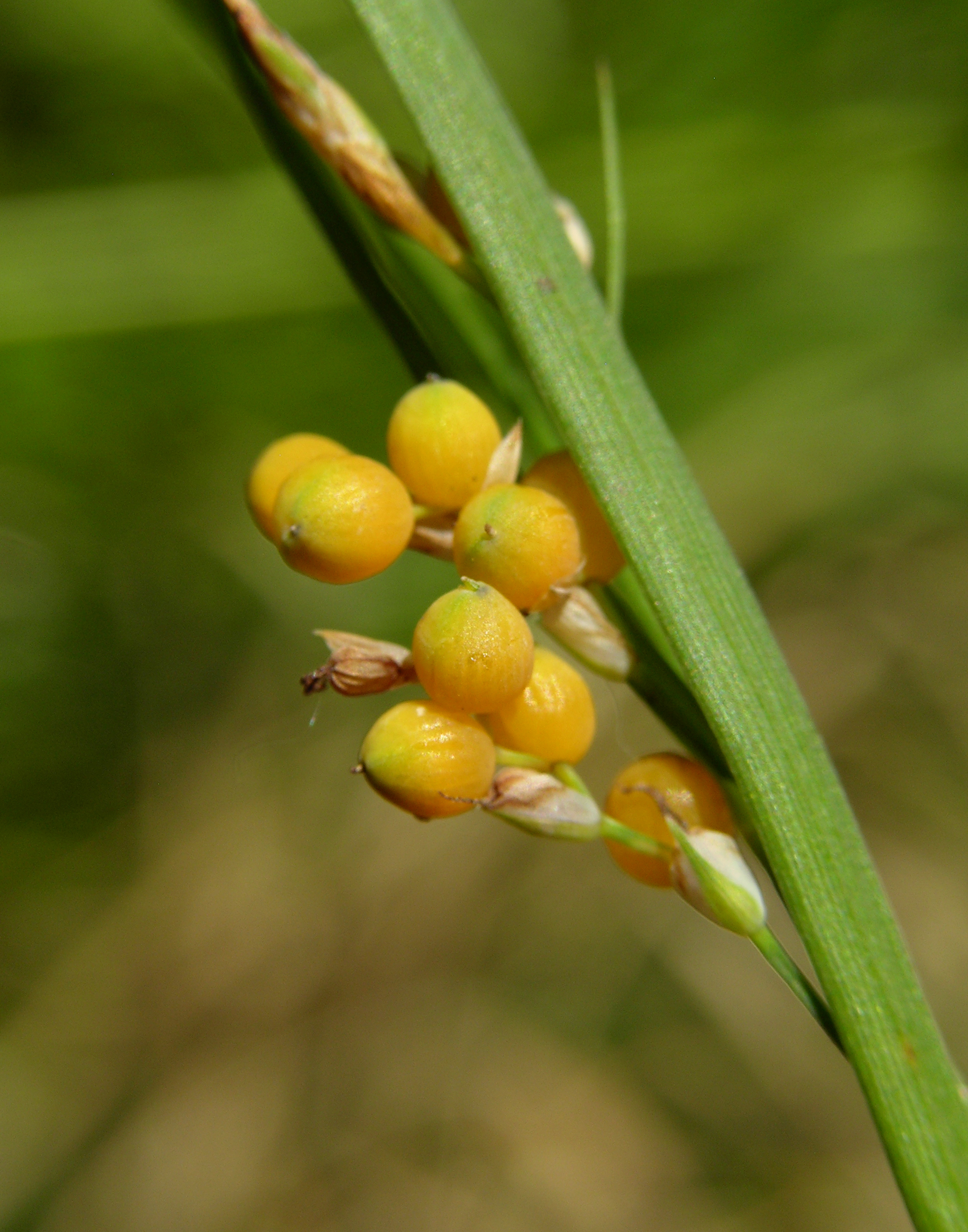
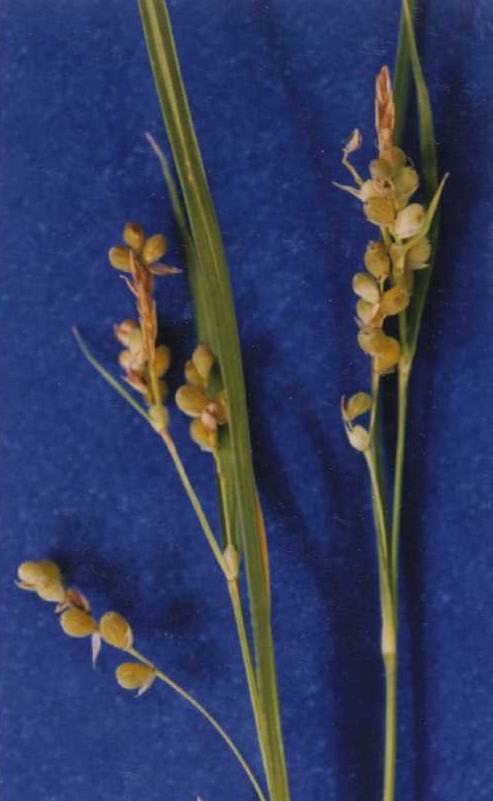
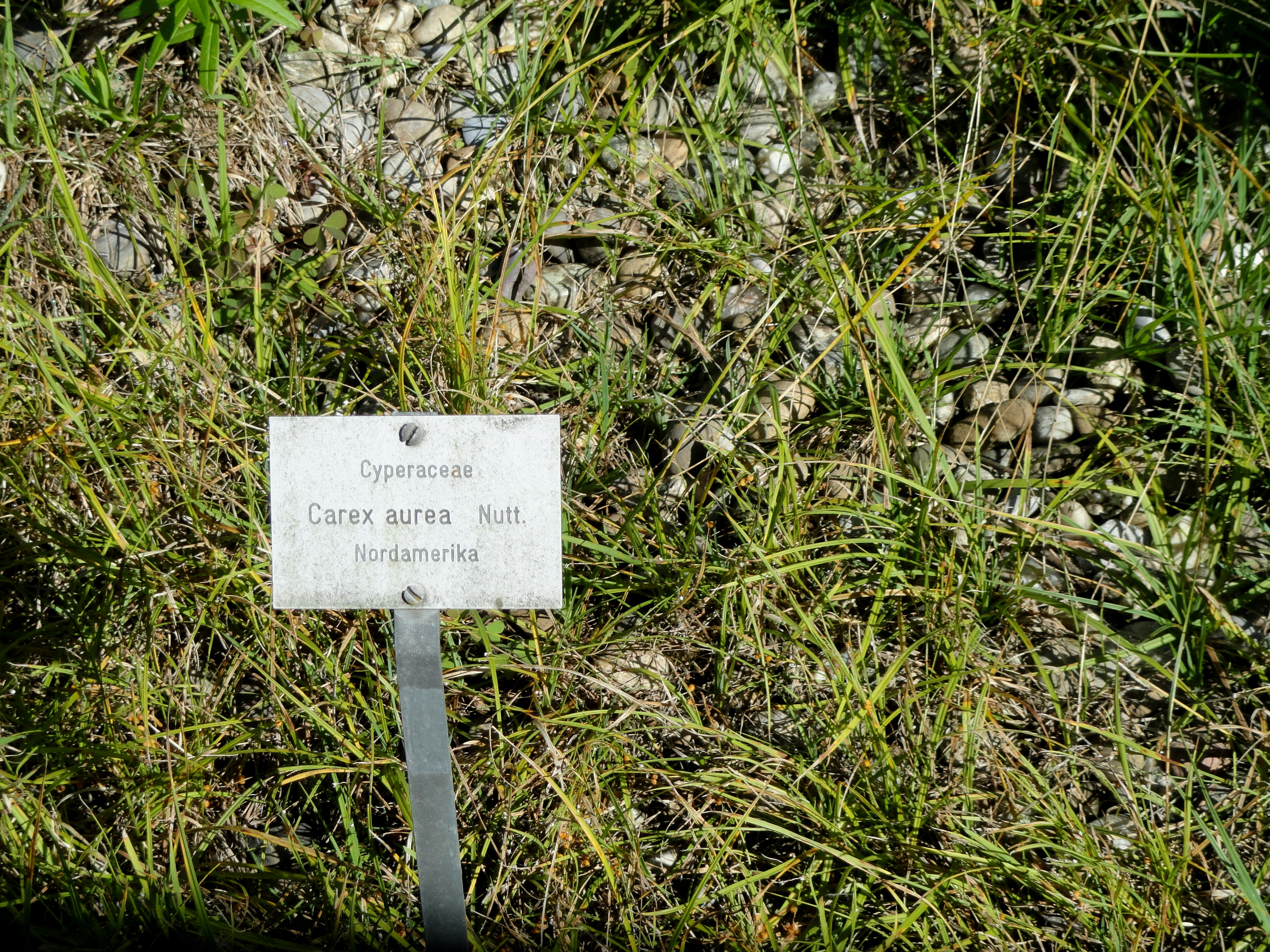
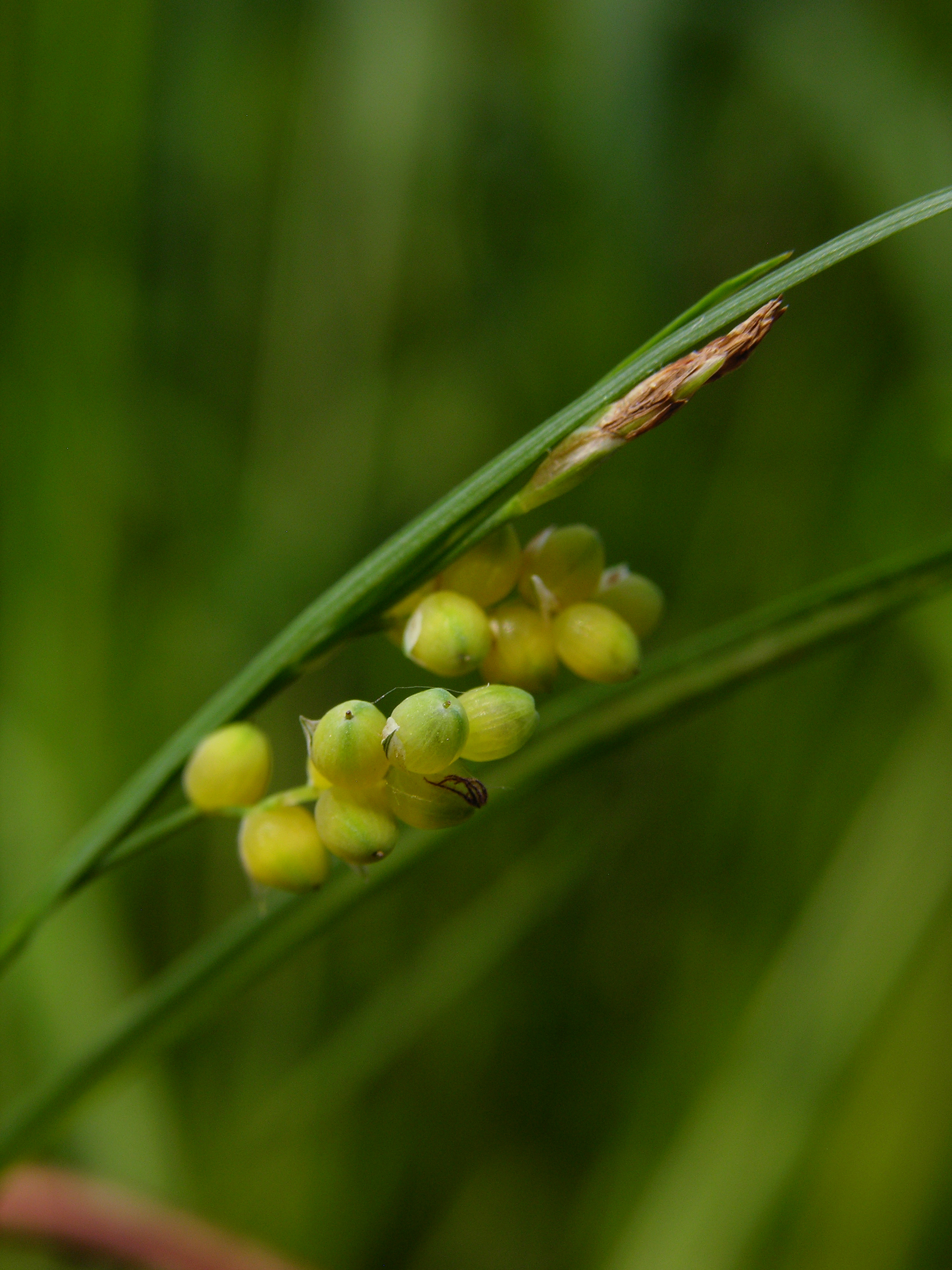